# Селище (Псковський район)
Селище (рос. Селище) — присілок в Псковському районі Псковської області Російської Федерації.
Населення становить 30 осіб. Входить до складу муніципального утворення Логозовська волость.

## Історія
Від 2015 року входить до складу муніципального утворення Логозовська волость.

## Населення
| 2001 | 2002 | 2010 | 2012 |
| ---- | ---- | ---- | ---- |
| 21   | ↘16  | ↘10  | ↗30  |